# Ministero delle tecnologie dell'informazione e della comunicazione dell'Iran
Il Ministero delle tecnologie dell'informazione e della comunicazione dell'Iran (in iraniano: وزارت ارتباطات و فناوری اطلاعات) è il dicastero del governo della Repubblica Islamica dell'Iran preposto alla supervisione dei servizi postali e telefonici, oltre che della tecnologia dell'informazione.

## Storia
Fino al 2003 (anno in cui Mohammad Khatami ha deciso di rinominare il dicastero), quest'ultimo era noto come Ministero della Posta, del Telegrafo e del Telefono.